# Peter Ludwig Hertel
Peter Ludwig Hertel (Berlino, 21 aprile 1817 – Berlino, 13 giugno 1899) è stato un compositore tedesco.

## Biografia

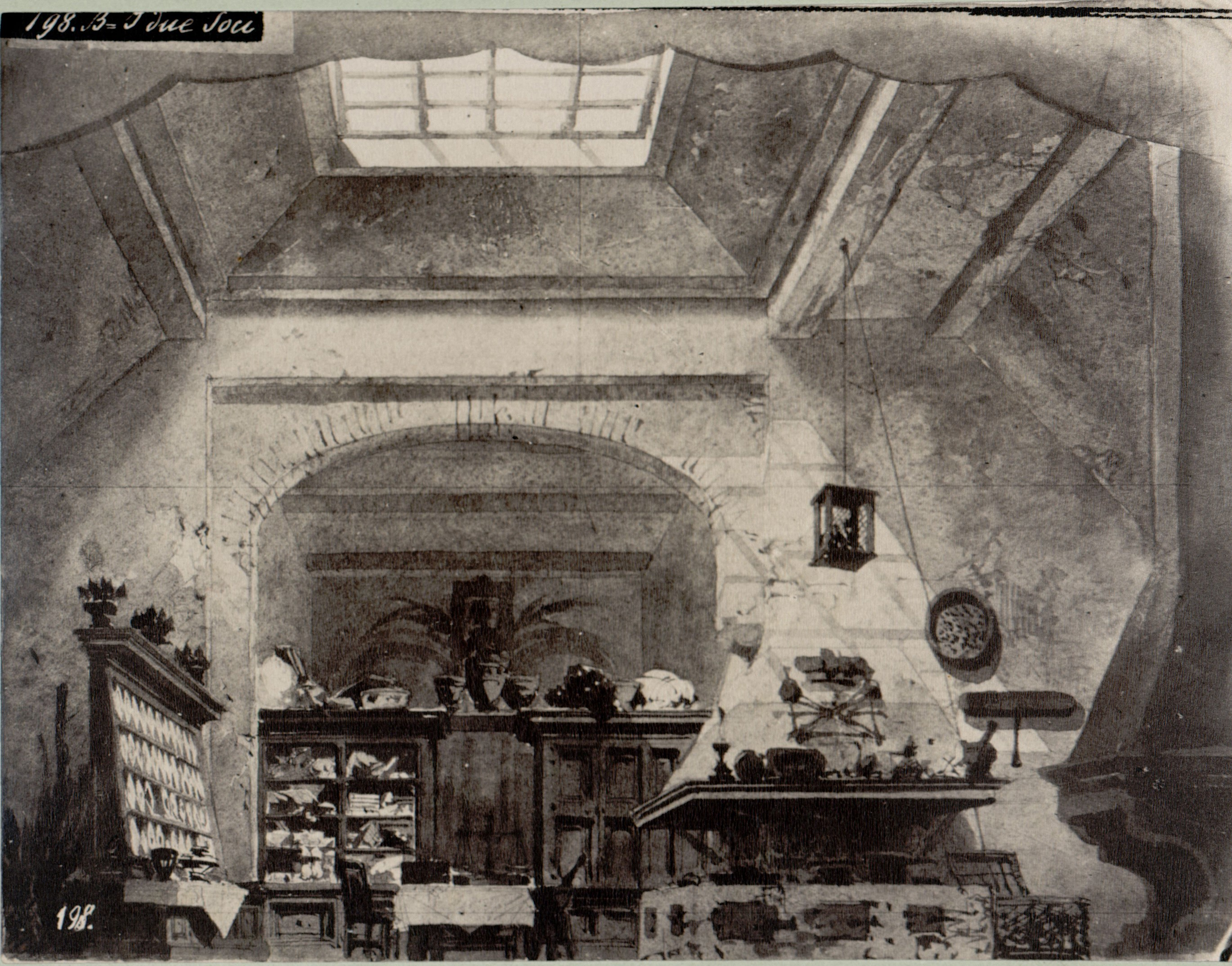
Una cucina, bozzetto di Carlo Ferrario per I due soci, atto 2 scena 5 (1863). Archivio Storico Ricordi.

È meglio conosciuto come il compositore del balletto La fille mal gardée. Compose inoltre le musiche per il balletto del Faust Satanella oder Metamorphosen e Die Abenteuer von Flick und Flock ("L'avventura di Flick e Flock"), entrambi coreografati da Paul Taglioni.

## Opere
- Satanella oder Metamorphosen, composto con Cesare Pugni, balletto fantastico in 3 atti e 4 scene, Berlino, 28 aprile 1852.
- Die lustigen Musquetiere, balletto comico in 3 atti Berlino, 25 novembre 1852.
- Ballanda, oder Der Raub der Proserpina, balletto in 4 atti e 9 tableaux, Berlino, 24 marzo 1855.
- Morgano, balletto fantastico in 3 atti, Berlino, 25 maggio 1857.
- Schlesisches Entertainment, Bauernhochzeit, Berlino, 6 febbraio 1858.
- Die Abenteuer von Flick und Flock, balletto comico in 3 atti e 6 scene, Berlino, 20 settembre 1858.[2]
- Ellinor oder Träumen und Erwachen, balletto in 3 atti e 6 scene, Berlino 19 febbraio 1861.
- Electra oder die Sterne, balletto in 3 atti e 7 scene, Berlino 15 novembre 1862.
- I due soci, balletto in 1 prologo e 5 quadri, Milano, 20 gennaio 1863.
- La fille mal gardée (La fanciulla mal custodita), balletto comico pantomimico in 2 atti e 4 sezioni della nuova versione, Berlino, 1864.
- Sardanapal, grande balletto storico in 4 atti e 7 scene, Berlino, 24 aprile 1865.
- Don Parasol, balletto in 3 atti e 5 scene, Berlino, 8 gennaio 1868.
- Fantasca, grande balletto in 4 atti e 1 preludio, Berlino, 30 marzo 1869.
- Militaria, balletto in 4 scene e un prologo, Berlino, 27 aprile 1872.
- Madeleine, balletto pantomimico 4 atti e 9 scene, Berlino, 13 marzo 1876.
- Lamea, die Favoritin desRajah, composto con Léo Delibes, Berlino,12 novembre 1877.
- Ein glückliches Ereigins, balletto-spettacolo in 2 atti e 3 scene, Berlino, 25 agosto 1878.
- Niederländische Bilder, balletto-spettacolo in 2 atti, Berlino, 31 maggio 1882.